# Smallville Miniseries
Smallville Miniseries è un fumetto pubblicato dalla DC Comics che mantiene la continuità dell'undicesima stagione di Smallville, che è a sua volta il proseguimento della serie televisiva omonima. Nel fumetto è prevista sia la storia principale che le storie secondarie (speciali), come nell'undicesima stagione.
| nº         | Titolo originale | Titolo italiano | Prima Pubblicazione |
| ---------- | ---------------- | --------------- | ------------------- |
| 01         | Alien            | Alien           | 12/2013 - 03/2014   |
| 02         | Lantern          | Lantern         | 04/2014 - 07/2014   |
| 03         | Chaos            | Chaos           | ?/2014              |
| 04         | Continuity       | Continuity      | ?/2014              |
| 01Speciale | Titans           | Titans          | 01/2014             |
| 02Speciale | Harbinger        | Harbinger       | 07/2014             |

## Alien
In Russia cade dal cielo una sentinella proveniente da Terra 2 (come quella trovata da Chloe nel primo arco narrativo Guardian). Sarà una gara tra Superman e Lex appropriarsene, e determinare cosa sia la "Crisi". La storia introduce i Rocket Red Brigade, un gruppo di supereroi russi.

## Titans
(n.1 Speciale) con Jay Garrick e Teen Titans
Le vicende si concentrano su Jay Garrick e un team assemblato di giovani dotati di superpoteri dell'universo di Smallville, tra cui Conner Kent / Superboy, Mia Dearden / Speedy, Jaime Reyes / Blue Beetle, Zan e Jayna / The Wonder Twins e Megan Morse / Miss Martian (M'gann M'orzz).
San Francisco. Dottor Fosforo, un prigioniero della D.E.O. con il potere della manipolazione del fuoco, fugge da Alcatraz e provoca caos in un parco divertimenti. Mentre terrorizza gli abitanti, Conner Kent, ora chiamato Superboy, appare e si impegna in una lotta con lui. Quando la situazione diventa insostenibile, accorrono in suo aiuto Megan Morse, Blue Beetle, Speedy, Zan e Jayna, che insieme a lui cercano in tutti i modi di fermare il criminale e di salvare gli abitanti. Fortunatamente arriva a super velocità Jay Garrick, salvando Megan da un detrito infuocato che stava per colpirla. Jay comunica che l'azione della squadra è stata un fallimento, in quanto hanno fatto più distruzione che altro con le loro azioni confuse. Intanto la D.E.O. si riappropria del Dottor Fosforo; gli agenti discutono su come sia potuta avvenire la sua fuga da Alcatraz. In quel preciso istante una donna misteriosa, nascosta su un tetto vicino, si sente soddisfatta, per aver fatto evadere il criminale, al fine di poter studiare la giovane squadra di Jay.
Al quartier generale del Team, Jay parla ai suoi giovani della vita di Bart Allen / Impulse, e di come è stato d'ispirazione per la creazione della squadra, e della Titan Corp., che ha finanziato la scuola. Ancora deluso dai suoi, Jay ha un acceso dialogo con Conner Kent; il maestro (Jay) gli dice che deve decidere quali tra i suoi DNA deve prevalere, Lex o Clark. I giovani ragazzi parlano tra loro del loro passato ed i motivi che li hanno spinti a far parte della squadra di Jay. Nella sua stanza, Jaime scivola su del sangue, e vede il suo compagno di camera Zan gravemente ferito. Prima che si possa trasformare in Blue Beetle, viene colpito da una misteriosa donna.
Megan e Conner rientrano al quartier generale; qui trovano Jayna a terra, dolorante. Dato il collegamento di poteri fra i due gemelli (Jayna e Zan), Megan comprende che deve essere successo qualcosa a Zan. Conner, con il suo super-udito, ascolta dei dialoghi preoccupanti fra Jaime e una donna. La donna è in realtà Rose Wilson, la figlia di Slade Wilson, l'uomo artefice della legge contro i vigilanti (10ª stagione), ed è li per continuare la sua missione, in quanto il padre è ancora in stato comatoso. Ad un tratto irrompe nella stanza Conner, con alcuni membri del team, ed anche Jay Garrick. Rose mette al tappeto tutti, conoscendo i punti deboli di ognuno di loro. Conner rimane l'ultimo bersaglio. Intanto Jayna aiuta Zan, e dice a Jaime di trasportarlo alla StarLabs. Purtroppo Jaime non può in quanto Rose ha installato sul suo "scarabeo" una bomba. Rose minaccia Conner di ritirarsi, con il telecomando della bomba in una mano e una spada di kryptonite nell'altra.
Conner viene più volte ferito gravemente, nonostante questo comunica telepaticamente con Mia per sferrare un attacco a sorpresa; fa scoccare a quest'ultima delle frecce che Conner con il suo nuovo potere, la telecinesi, controlla e mira su Rose. Intervengono sul posto gli uomini della D.E.O. ad arrestare Rose, mentre Conner le sfila di mano il radiocomando della bomba. Più tardi Superman fa visita a Conner, dicendogli di quanto Jay sia orgoglioso di lui, e del discorso che sta andando a fare al Presidente degli Stati Uniti (11x19).